# Tcagency rabat
TC Agency est une agence web à Rabat, spécialisée dans la création et développement de solutions web et dans la communication digitale.
L’expérience, la créativité et l’Innovation sont les atouts de TC Agency.
On est une agence Web à Rabat, nos dispositifs permettent à nos clients de maîtriser leur identité numérique, d’optimiser leur présence et leur visibilité sur l’ensemble des supports (web, mobile, tablette), de générer du trafic ou encore d’engager la discussion avec leurs communautés grâce à la maîtrise des médias sociaux, le marketing mobile et la création Web.
1. ↑  « Agence web à Rabat : Création sites internet et webmarketing », sur TCAGENCY (consulté le 16 août 2025)
2. ↑  « Agence web à Rabat : Création sites internet et webmarketing », sur TCAGENCY (consulté le 16 août 2025)